# Flowers (今井美樹の曲)
「flowers」（フラワーズ）は、今井美樹の15枚目のシングル。1998年10月28日発売。発売元はワーナーミュージック・ジャパン（WMJ）/PASION RECORD!。

## 解説
12年間所属したフォーライフ・レコードを離れ、移籍先・WMJ内に設立された今井のプライベート・レーベル、PASION RECORD!（パシオン ルコルド!）からの第一弾。

## 収録曲
作曲・編曲　布袋寅泰
1. flowers　 
  - 作詞　布袋寅泰
2. feeling called love　
  - 作詞　岩里祐穂
3. flowers (Instrumental)